# Домик Петра I (Полоцк)
Домик Петра I — историческое здание конца XVII века в Полоцке, памятник архитектуры (номер 212Г000619). Расположен по адресу: Нижне-Покровская улица, дом 33.

## История
Здание построено в 1692 году. С 12 июня по 15 июля 1705 года в доме жил Пётр I, приезжавший в Полоцк во главе русской армии во время Северной войны. Здание перестаивалось в конце XVIII — начале XIX вв. В конце XX века в доме размещалась центральная детская библиотека имени Л. Н. Толстого. Сейчас в здании действует стационарная выставка «Прогулка по Нижне-Покровской».

## Архитектура
Дом построен в стиле барокко. Он одноэтажный с полуподвальным этажом, в форме искажённого прямоугольника в плане. Наиболее обильно декорированы главный фасад, выходящий на Нижне-Покровскую улицу, и боковой, в сторону дома № 31. Высокие прямоугольные оконные проёмы обрамляют наличники с фигурными сандриками. Центр главного фасада выделен двумя профилированными филёнками. Торцевой фасад украшен фигурным аттиком с лепными розетками. Вход находится сбоку заднего фасада. Парадные деревянные двери декорированы растительным орнаментом с маскаронами. Перекрытие первого этажа балочное (первоначально было сводчатым), перекрытие полуподвала сводчатое (основных помещений — цилиндрические своды, в остальных — крестовые).